# Мільда (Німеччина)
Мільда (нім. Milda) — громада в Німеччині, розташована в землі Тюрингія. Входить до складу району Заале-Гольцланд. Складова частина об'єднання громад Зюдліхес-Заалеталь.
Площа — 22,08 км2. Населення становить 725 ос. (станом на 31 грудня 2021).

## Галерея

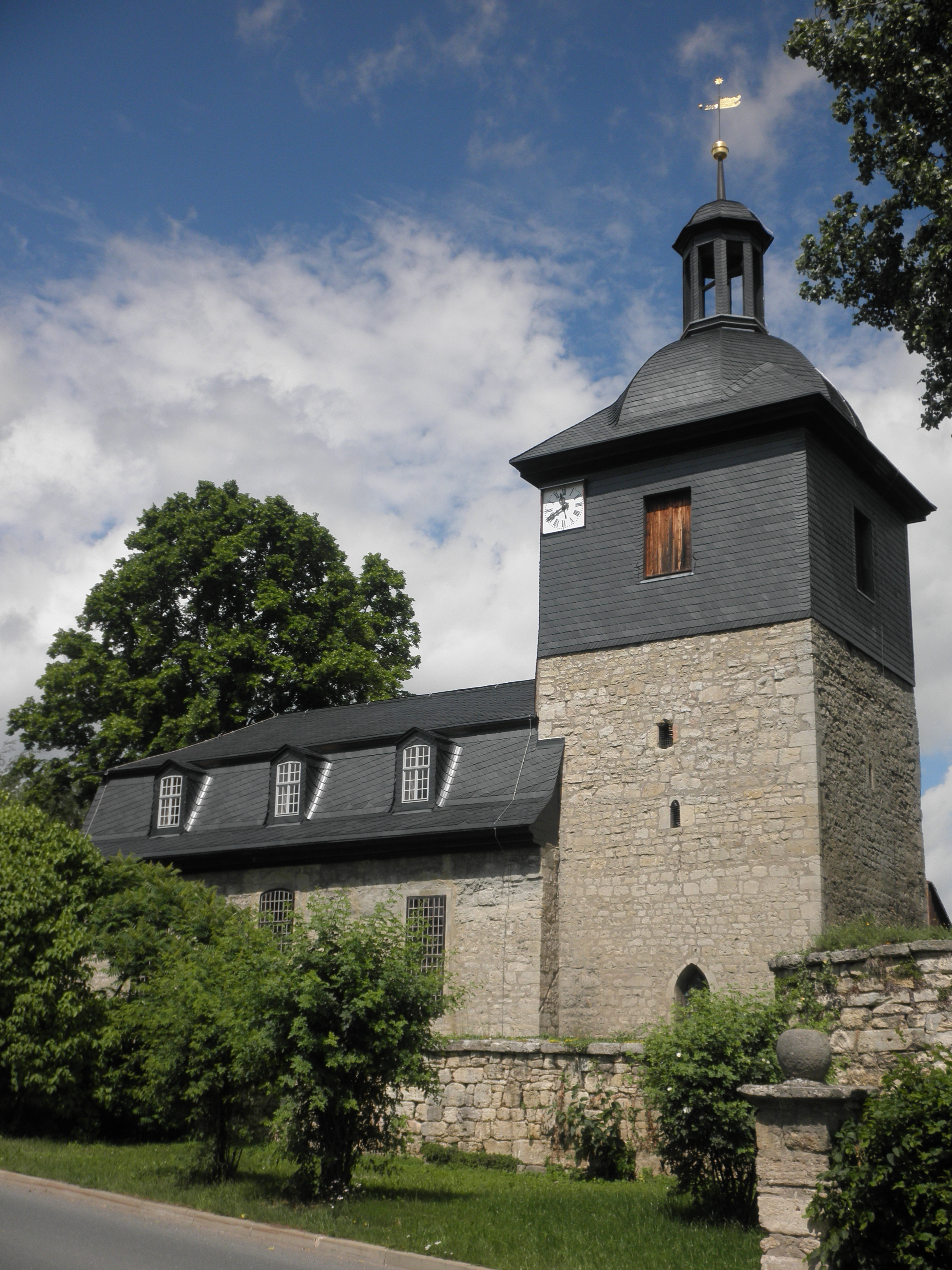
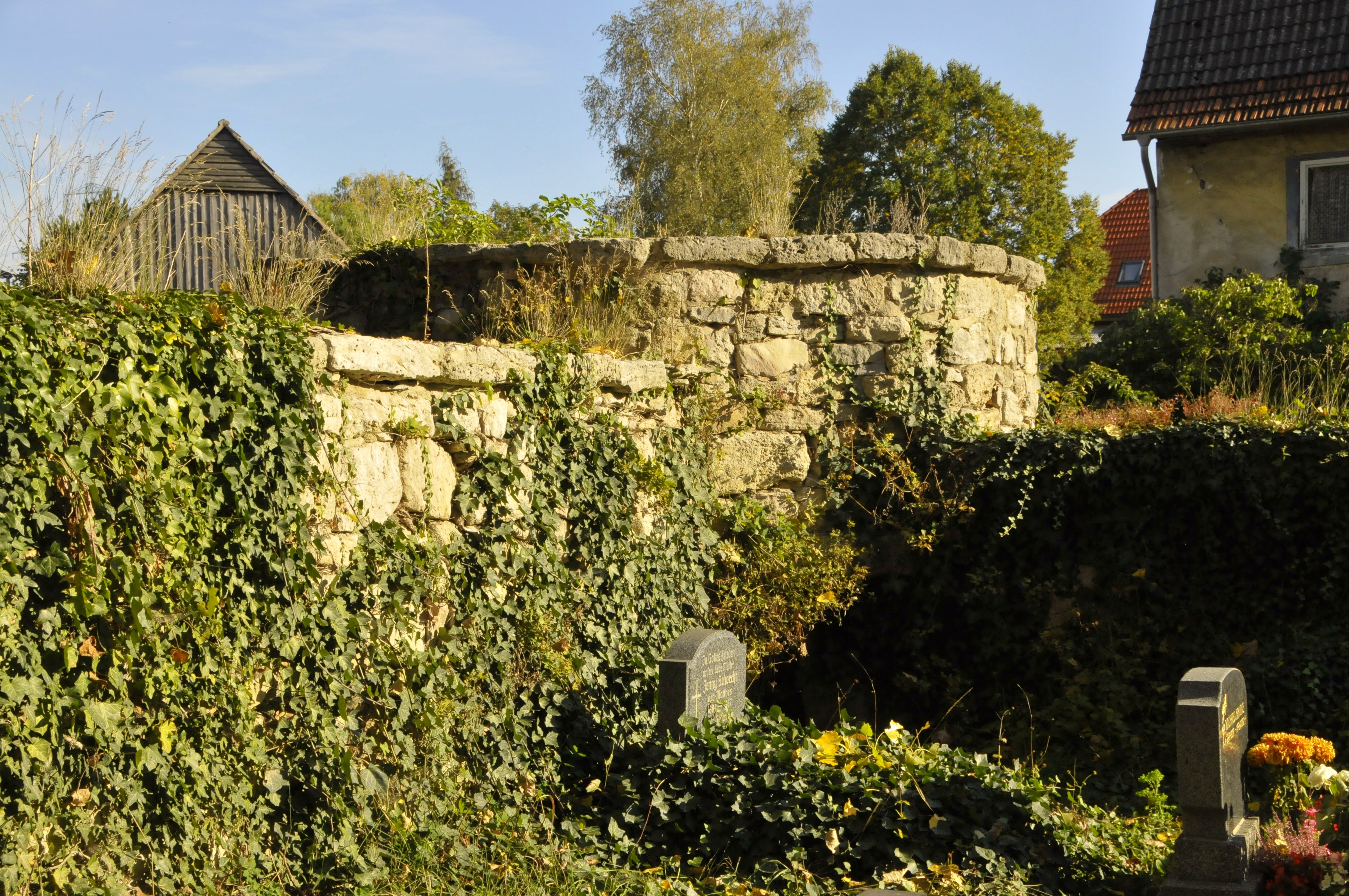
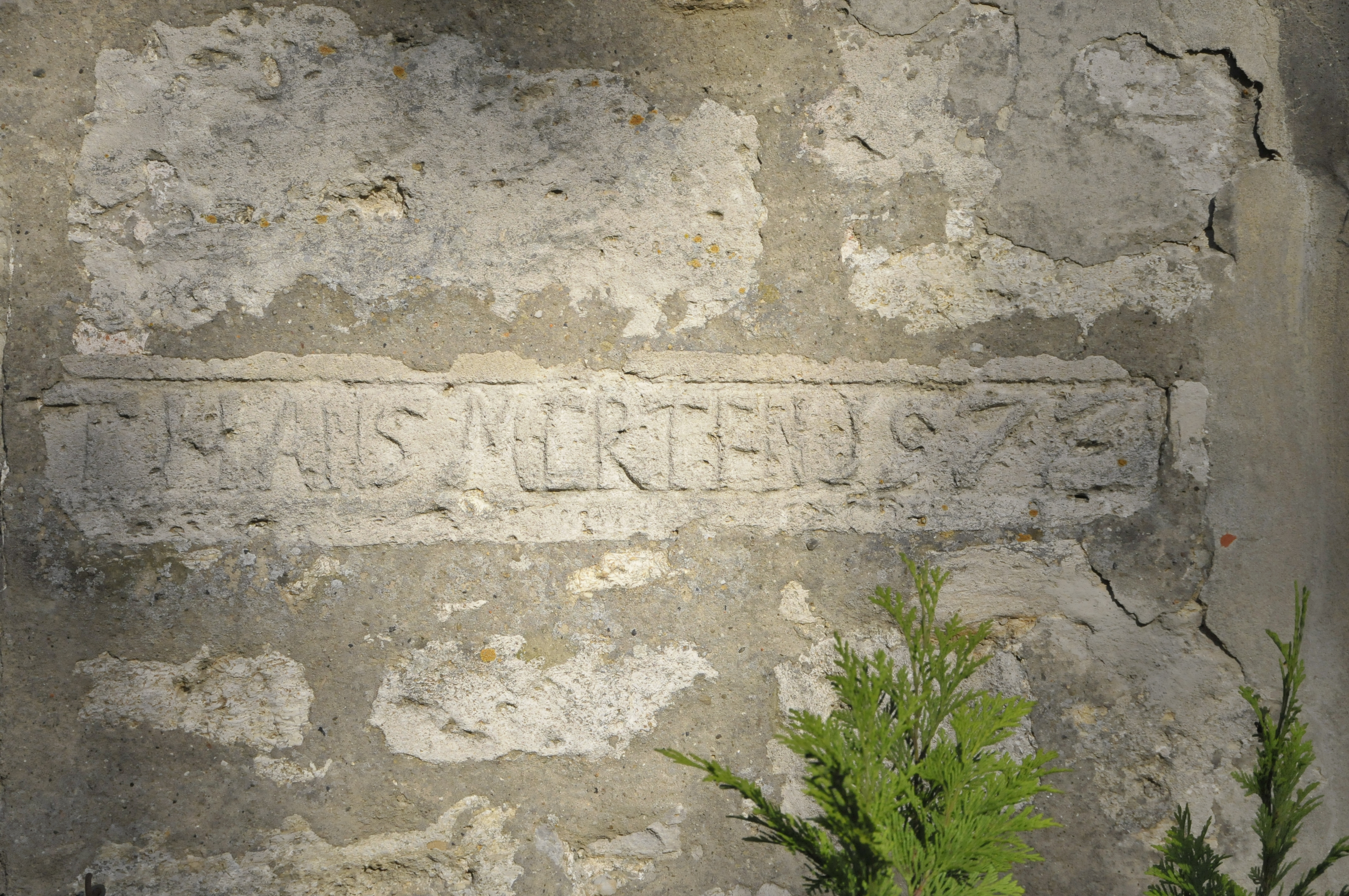